# Litoměřice (hrad)
Litoměřický hrad (též Hrádek) je bývalý gotický královský hrad v severozápadní části městského jádra Litoměřic a byl součástí městských hradeb. Od roku 1964 je chráněn jako kulturní památka.
Ve druhé polovině 14. století hrad prošel vrcholně středověkou přestavbou. V 19. století byl dochovaný hradní palác ze 14. století přestavěn na pivovar a obestavěn parazitní zástavbou, takže hrad dlouhodobě zůstával mimo zájem historiků. Proto se až do roku 1971 o existenci pozůstatků hradu nevědělo téměř nic. Situaci změnil až stavebně historický průzkum Jana Muka z roku 1971. Do současnosti se z hradu dochoval palác s částí severní strany, západní strana hradu a zbytky tří věží, jedné čtvercové a dvou okrouhlých.

## Historie
Nejstarší hradiště v Litoměřicích se v raném středověku v době vlády prvních Přemyslovců nacházelo na Dómském pahorku resp. na Dómském vrchu. Nejstarší litoměřický hrad stál v místech, kde se dnes nachází areál Litoměřického biskupství s katedrálou sv. Štěpána. Jeho rozvoj skončil někdy ve 13. století.
Nový středověký hrad vznikl za vlády Jana Lucemburského v první polovině 14. století. Nenacházel se na Dómském návrší, ale na severozápadním nároží města. Neobvyklá byla poloha hradu před hradbami města a i to, že jeho hospodářský dvůr se nacházel mezi městem a hradem. První písemná zmínka o něm pochází ze 7. května 1359. Císař Karel IV. vydal Litoměřickou listinu, kterou povolil vysázení vinohradů na Radobýlu, přičemž desátek z vína měl být odveden v jeho hradu (uff unser haus zu Leutmericz).
V době vlády Karla IV. se město výrazně rozšířilo a byly přebudovány jeho hradby. Tehdy se hrad stal součástí městského opevnění. Za panování Václava IV. držitel hradu Kunát Kaplíř ze Sulejovic vystavěl mohutný palác, který byl vysunut před linii hradby a zaplnil hradní příkop. Kunát Kaplíř hrad držel deset let a poté jím disponoval Václav IV., který roku 1397 dal do držení měšťanů hospodářský dvůr před hradem. Na počátku husitských válek hrad několikrát využil Zikmund Lucemburský. Po přestupu města k husitství v něm sídlil hejtman Hynek Kolštejnský z Valdeka.
V pohusitské době byl hrad zpustlý a roku 1499 jej Vladislav Jagellonský daroval městu. Město jej využívalo k hospodářským účelům jako sýpku, sklad vína a byty úředníků. V roce 1655 hrad vyhořel. V roce 1767 do něj byl přenesen Litoměřický pivovar a byl pro tento účel přestavěn.
Od 80. let 20. století jsou zbytky někdejšího hradu (část věže a jeden hradní palác) postupně rekonstruovány pro kulturní a společenské účely.

## Stavební podoba
Hrad svou podobou navazoval na tradici přemyslovských městských hradů a typově kombinoval prvky francouzského a středoevropského kastelu. Čelo hradu s dvojicí válcových věží nalezneme například na hradech Kotnov, Vlašim, nebo Zvířetice. Mimořádná je pozice hradu před městskými hradbami a existence předhradí mezi hradem a městem. Hradní areál byl do nároží města integrován až po rozšíření městských hradeb ve druhé polovině 14. století. Tehdy získal obvyklou podobu městského hradu.
Dle historických rekonstrukcí měl hrad hradní areál půdorys nepravidelného lichoběžníku o rozměrech přibližně 60 x 75 metrů. V severozápadním a severovýchodním nároží hradu byly válcové věže, které měly průměr přibližně devět metrů a sílu zdiva přibližně tři metry. Na jihozápadním nároží byly nalezeny pozůstatky podsklepené hranolové věže. Předpokládána je existence i čtvrté nárožní věže. Věže byly spojeny hradbami. Západní stěna hradu se dochovala v celé své délce. Pravděpodobně k ní přiléhalo obytné křídlo, jehož podoba není známa. Část severní hradby se dochovala jako jižní nádvorní zeď paláce ze druhé poloviny 14. století. Není známa podoba jižní a východní hradby. Po celém obvodu byl hrad obehnán příkopem. Archeologické výzkumy nepotvrdily existenci parkánu.
Městské hradby se původně nacházely na úrovni Okružní ulice. V prostoru mezi hradem a městskými hradbami se s největší pravděpodobností nacházel hradní hospodářský dvůr. Hradním areálem vedla cesta v severojižním směru. Po rozšíření městských hradeb ve druhé polovině 14. století se tento hospodářský dvůr ocitl uvnitř města a časem byl zastavěn. Protože nové městské opevnění bylo o dva metry vyšší, než původní hradba, došlo ke zvýšení hradebních zdí. Hradní opevnění směrem k městu zaniklo pravděpodobně po roce 1499.
Za vlády Václava IV. byl při severním okraji hradního jádra postaven mohutný gotický palác o délce 42,5 metru a šířce 18,5 metru. Palác vyplnil prostor mezi válcovými věžemi. Neobvyklé bylo jeho vysunutí před hradební zeď, takže přehradil hradní příkop. Jeho součástí byla i malá palácová kaple. Zasvěcení kaple není známo. Jižní stěna paláce vznikla integrací starší hradní zdi. Palác byl podsklepený a původně trojpodlažní, avšak jeho výškové členění se nezachovalo. Palác byl přístupný z nádvoří hrotitým portálem.
Při adaptaci na pivovar v 18. století byl palác zastřešen sedlovou střechou a přepatrován, čímž byly zničeny vnitřní konstrukce a značně byla poškozena i kaple.
V 70. letech byla zahájena nepříliš citlivá rekonstrukce paláce, při které byly objeveny pozůstatky kaple. V 80. letech 20. století byl palác zastřešen gotizující valbovou střechou, kterou navrhl J. Muk. Na konci 80. let byla rekonstrukce přerušena.